# Historia de un roble solo
Historia de un roble solo es una película chilena de 1982 dirigida por Silvio Caiozzi y basada en un relato del escritor José Donoso. Cuenta con las actuaciones protagónicas de Nissim Sharim y Delfina Guzmán, miembros del grupo de teatro Ictus, productores de la película.

## Argumento
Es la historia de una pareja de adultos que viven en una vieja pensión del centro de Santiago. Ella espera casarse con un hombre que posea una propiedad, y él posee una tumba en el cementerio.
Es una comedia que va girando en torno al amor, el abandono y el fútbol, los personajes son personas sin mayores ambiciones, pero terriblemente sometidos a una condición de insatisfacción rutinaria.
Sin embargo, el gran mérito de esta película y principalmente del desarrollo de los personajes que hace Caiozzi, le permitieron acercarse a Donoso, filmando juntos, varios años después La luna en el espejo.
En palabras de Donoso: «este trabajo es una producción colectiva que nos dio la posibilidad de desarrollar nuestra individualidad, de acentuarla y de expresarla».

## Elenco
- Nissim Sharim como Gustavo.
- Delfina Guzmán como Olguita.
- Roberto Poblete
- Roberto Parada
- Grimanesa Jiménez
- Ana González
- Cora Díaz
- Carlos Genovese